# ゲルダ・ヴィーグナー
ゲルダ・ヴィーグナー（Gerda Wegener）ことゲルダ・マリー・フレゼレゲ・ゴトリプ（デンマーク語: Gerda Marie Fredrikke Gottlieb、1886年3月15日 - 1940年7月28日）は、エロティカで特に知られたデンマーク出身のファインアーティスト、イラストレーター、画家である。彼女は主に流行に乗った女性を画題とし、初期はアール・ヌーヴォー、後にアール・デコのスタイルを用いて絵を描いた。
世界初の性別適合手術を受けたとされるリリー・エルベ（アイナー・ヴィーグナー）の妻だったことでも知られる。

## 幼少期
司教代理 (Vicar) だった父エミール・ゴトリプ（丁: Emil Gottlieb）と母ユスティン・ウスターブルク（丁: Justine Østerberg）の間に生まれたゲルダは、ユトランド半島・グレーノー近郊の田舎町ハメリウ（丁: Hammelev）で育った。父はユグノー系の生まれで、ゴトリプ家は保守的な家庭だった。彼女には3人のきょうだいがいたが、成人したのはその内1人だけだった。彼女は幼少期から絵画の才能を示し、専門の教育を受けることにした。家族はホブローへ転居したが、その後彼女はデンマーク王立美術院での教育を受けるためにコペンハーゲンへと移り住んでいる。王立美術院でアイナー・ヴィーグナー（後のリリー・エルベ）と出会ったゲルダは、18歳で彼と結婚した（→#リリー・エルベ）。

## キャリア
彼女に芸術家としての大きな転機が訪れたのは、デンマーク王立美術院を卒業した直後の1907年から1908年にかけてで、これは新聞『ポリティゲン』の開催した絵画コンテストで優勝したためだった。また、彼女の作品の1枚であるエレン・ファン・コール（丁: Ellen von Kohl）の肖像画が、作風のせいで展示拒否された後、彼女は "Peasant Painter Dispute"（意味：田舎者画家の戦い）と呼ばれる論争の中心人物となった。
ゲルダはファッションに影響を受け、『ヴォーグ』や『ラ・ヴィー・パリジェンヌ』などの雑誌でイラストレーターの職を得ようとしていた。彼女はパリの画壇で有名な画家になったものの、故郷デンマークでは、作品が論争を呼ぶものと判断されてあまり成功しなかった。彼女はヨーロッパ中のポピュラー・アート・スタジオで、自作の展覧会を開いた。1925年には、同年のパリ万国博覧会に合わせたコンペティションで、作品が賞を受けている。彼女は広告用のイラストで有名となったが、人気のある肖像画家でもあった。彼女は同じくデンマーク出身のバレリーナ、ウラ・ポウルスン（丁: Ulla Poulsen、1905年 - 2001年）と親交を結び、ポウルスンはしばしばゲルダの絵のモデルを務めた。ゲルダとリリーは、デンマーク出身の芸術家ルドルフ・タイナ (Rudolph Tegner) やその妻エルナ（丁: Elna）とも親しく交流した。

## リリー・エルベ
ゲルダはデンマーク王立美術院で、同じく生徒だったアイナー・ヴィーグナー（後のリリー・エルベ、1882年 - 1931年）と出会い、ゲルダ18歳・アイナー22歳の1904年に結婚した。ふたりはイタリアやフランスを旅した後、1912年にパリへ落ち着いた。夫婦は当時流行していたボヘミアニズムに没頭し、多くの芸術家・踊り子・芸術界の人物と交流したほか、カーニバルなどの祭りによく参加した。
当時アイナーは、ゲルダよりも才能のある芸術家と見なされていたが、自分の作品や評価を投げ打って、ゲルダの追求する芸術を助けるようになった。ある日、絵のモデルが現れなかったため、ゲルダはアイナーへ女物の服を着てモデルになってほしいと頼んだ。彼女はストッキングとヒールを履いて足の部分のモデルをしてほしいと頼んだが、アイナーはこの時女物の服が驚くほど自分に合うように感じて、「リリー・エルベ」（丁: "Lili Elbe"）としての人格を受け入れたという。

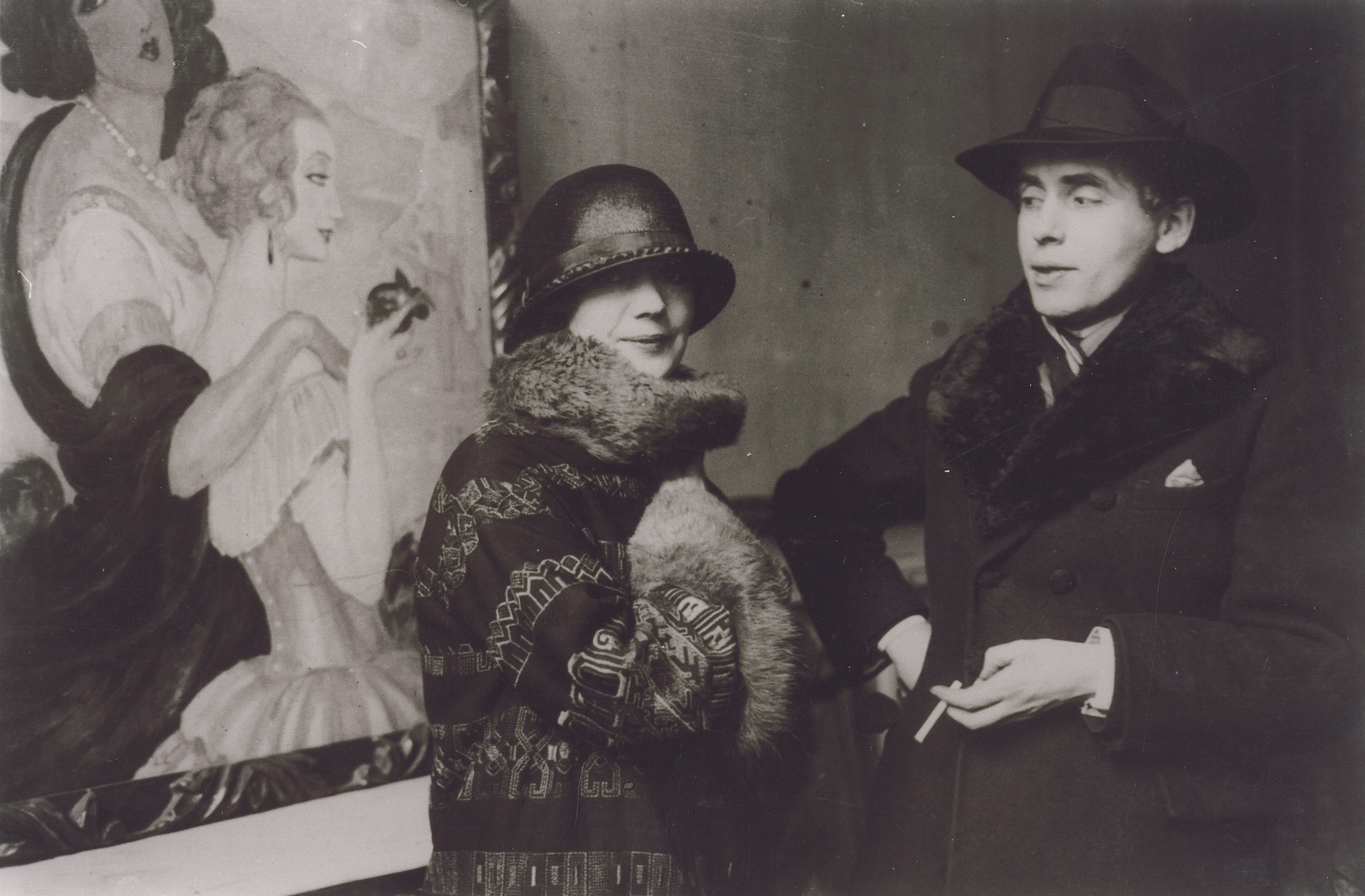
1924年撮影、アイナーと共に

リリー・エルベはゲルダにとってお気に入りのモデルとなり、ゲルダ自身も、粋な服装に身を包みアーモンド型の眼をした女性を描く人物として、画壇で有名になった。1913年に、ゲルダの絵画の源となっていたファム・ファタールが、実は夫アイナーだったと明かされた時には、芸術界に衝撃が走った。この生活を続けるうち、アイナーはリリー・エルベとして過ごす時間が長くなるようになったが、ゲルダ自身もレズビアンであることを公にしており、あまり問題は感じなかったとされている（ただし彼女が本当にレズビアンだったかどうかに関しては議論の余地がある）。
アイナーは次第に、自分をトランスジェンダーの女性だと認識するようになり、男性との交際も始めた。アイナーは、リリー・エルベという新しい名前で数年間独居した後、1930年に記録上初めてとされる性別適合手術を受けた。ゲルダは一般の場で、女性用の服を着たエルベを、夫アイナーの姉妹だと紹介していた。ふたりには、性別適合手術前の1930年10月に、当時のデンマーク国王クリスチャン10世によって婚姻無効が言い渡されたが、ゲルダはその後の手術を支え続けた。エルベは1931年に、手術の合併症（拒絶反応）により亡くなった。
- 1929年のアイナー・ヴィーグナー
- ゲルダが描いたリリー・エルベ
- 1930年のリリー・エルベ

## 後半生と死
1931年、エルベの死に打ちのめされたゲルダは、イタリア人士官・パイロット・外交官だったフェルナンド・ポルタ少佐（伊: Major Fernando Porta）と結婚した。1896年生まれの彼はゲルダより10歳年下で、ふたりは結婚後、モロッコのマラケシュ・カサブランカへと移住した。時代の移り変わりで評価の高い絵を描き続けることには苦労したものの、ゲルダは再婚後も絵を描き続け、作品にはアイナーの名字も含めて「ゲルダ・ヴィーグナー・ポルタ」('Gerda Wegener Porta') とサインした。苦難の多い結婚生活の末、財産をポルタに持ち逃げされたゲルダは、1936年に離婚し、2年後の1938年にデンマークへ帰国している。1939年には最後の個展を開いたが、この時には彼女の作品は時代遅れになっていた。子どももおらず、親戚とも疎遠だったゲルダは、一人暮らしをしながら酒浸りの生活を始めることになった。彼女は手描きの絵はがき・クリスマスカードを売ることで収入を得ていたという。
ゲルダは1940年7月28日に、デンマーク・フレゼレクスブルクで亡くなった（54歳没）。ゲルダの死は、第二次世界大戦が開戦し、ナチス・ドイツがデンマークに侵攻した数か月後のことだった（デンマーク侵攻は1940年4月の出来事である）。彼女の小さな地所はオークションで売却され、地元紙に小さな追悼記事が掲載されただけだった。遺体はソールビェア公園共同墓地（英: Solbjerg Park cemetery）にひっそりと埋葬されている。彼女がレズビアンだったかどうかに関しては議論の余地が残されている。アイナーとゲルダは互いに同性愛者だったが、当時仕事を得るために、この事実を隠しておく方が得策だと判断したとする論文もいくつか存在する。

## 書籍・映画化
長年、リリーとゲルダに関する物語は、デンマークを初めとした世界中で礼賛されてきた。ゲルダによるレズビアンをテーマとしたエロティカの大量発見（1984年）がきっかけで彼らの作品は再発見され、現在では展覧会やオークションも成功裏に終わっている。ゲルダの絵画を集めた特別展は、2015年11月7日から2017年1月8日まで、コペンハーゲン近郊のアーケン現代美術館で開催された。
デヴィッド・エバーショフが2000年に出版した小説『リリーのすべて』（旧題：『世界で初めて女性に変身した男と、その妻の愛の物語』、映画公開に合わせて改題）は、世界的ベストセラーとなり多くの言語に翻訳された。この小説には多くの脚色が含まれており、ゲルダは、グレタ・ヴァウド・ヴェイナーというカリフォルニア出身の名士令嬢として登場する。小説は2015年制作の映画『リリーのすべて』の原作となり、ゲルダは史実通りデンマーク人の設定に戻された上で、スウェーデン出身の女優アリシア・ヴィキャンデルによって演じられた。ヴィキャンデルはこの作品の演技で、第88回アカデミー賞助演女優賞を獲得している。映画には、エディ・レッドメイン演じるアイナー/リリーの異性装 (forced feminization) とエロティカを同一視したような脚本への批判が寄せられたほか、性転換した実在の人物の物語をぼやかし事実を切り捨てたこと、アイナーとゲルダの本当の話を伝えていない半フィクションを原作にしたことに抗議の声が上がった。ゲルダの官能的な作品に表現されていると信じる人も多い彼女自身のセクシュアリティについては、小説・映画のどちらでも全く言及されていない。
荒俣宏は『荒俣宏の世界ミステリー遺産』所収の「リリ・エルベの肖像画」（祥伝社黄金文庫、2011年、78～79頁）で、彼女とその配偶者について紹介している。なお、彼女が主に「パリで活躍」したためフランス風に表記しようとしたが、デンマーク大使館へ問い合わせたところ、「ガーダ・ヴェーナ」が現地読みにいちばん近いといわれたので、そう記したという。しかしながら、2016年に所蔵しているゲルダの作品コレクションを書籍化するにあたり、荒俣は大阪大学世界言語研究センターのデンマーク語・スウェーデン語研究室が編纂した辞典 (新谷俊裕, 大辺理恵 & 間瀬英夫（編） 2009) を参考にした。この辞典の表記に則り、2016年に荒俣が出版した本では、ゲルダの名前は「ゲアダ・ヴィーイナ」と表記されている。

## ゲルダの描いた作品（抜粋）
書籍の挿絵
- 1918年 - Léo Larguier, "L'Abdication de Ris-Orangis"
- 1920年もしくは1924年 - シャルル・ギヨー (fr) 、"Le Livre des Vikings"、OCLC 902296211
- 1927年 - ジャコモ・カサノヴァ (1927). Une Aventure d'Amour à Venise. Le Livre du Bibliophile. 10. Paris: Georges Briffaut. OCLC 717042624
- 1928年から1929年 - ジャン・ド・ラ・フォンテーヌ、"Les Contes"
- 1929年 - エリック・アラティーニ (Eric Allatini)、"Contes de mon Père le Jars" / "Sur Talons rouges"
- 1934年 - テオフィル・ゴーティエ、"Fortunio"
- Louis de Robert, "L'Anneau ou La Jeune Fille Imprudente"
- J・H・ロニー兄、"Amour Etrusque"

### 作品例

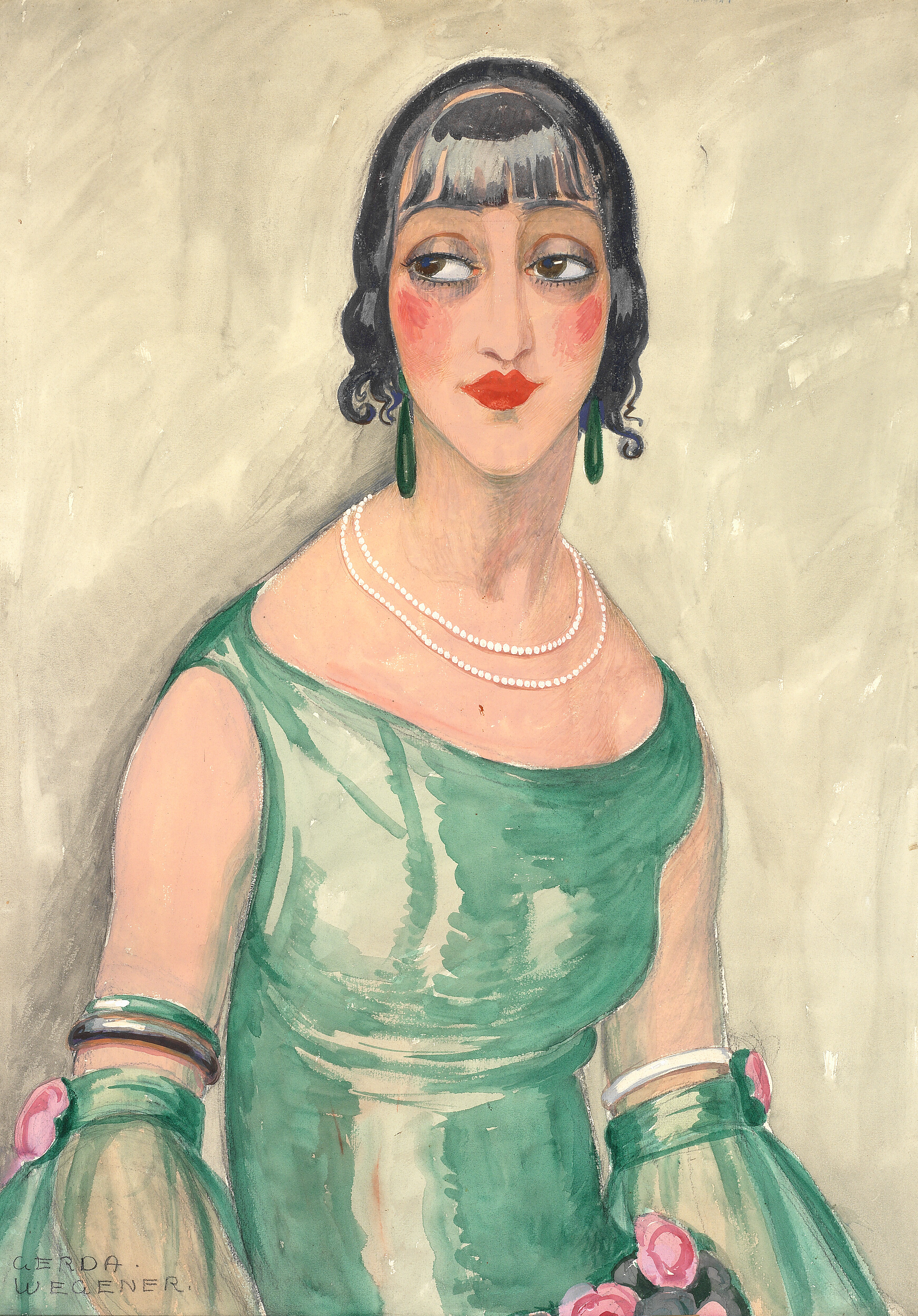
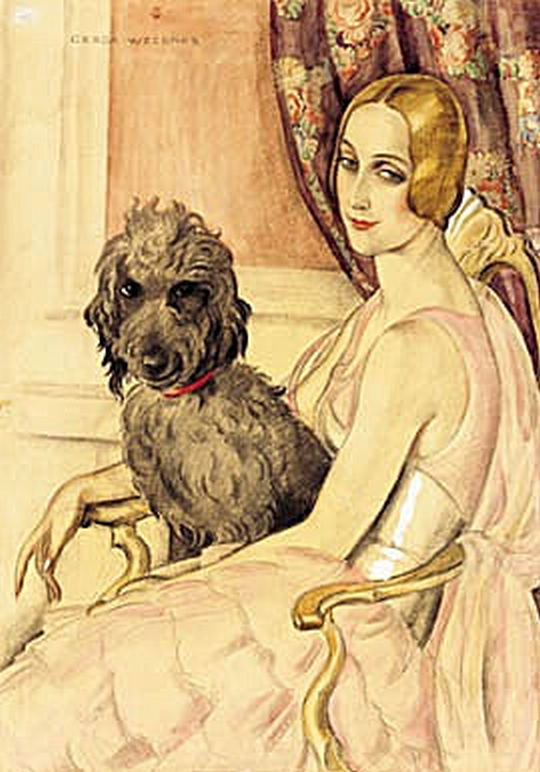
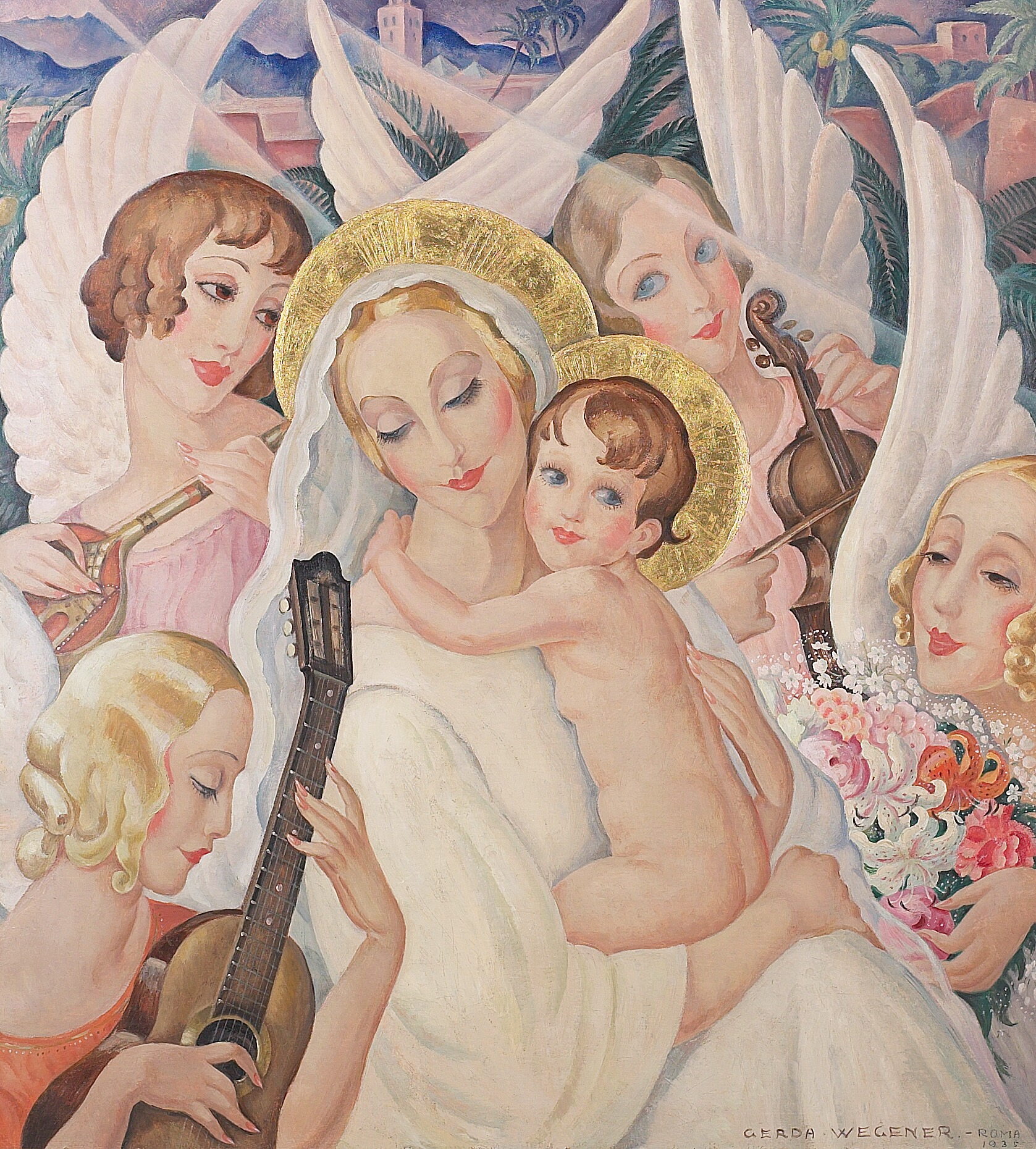
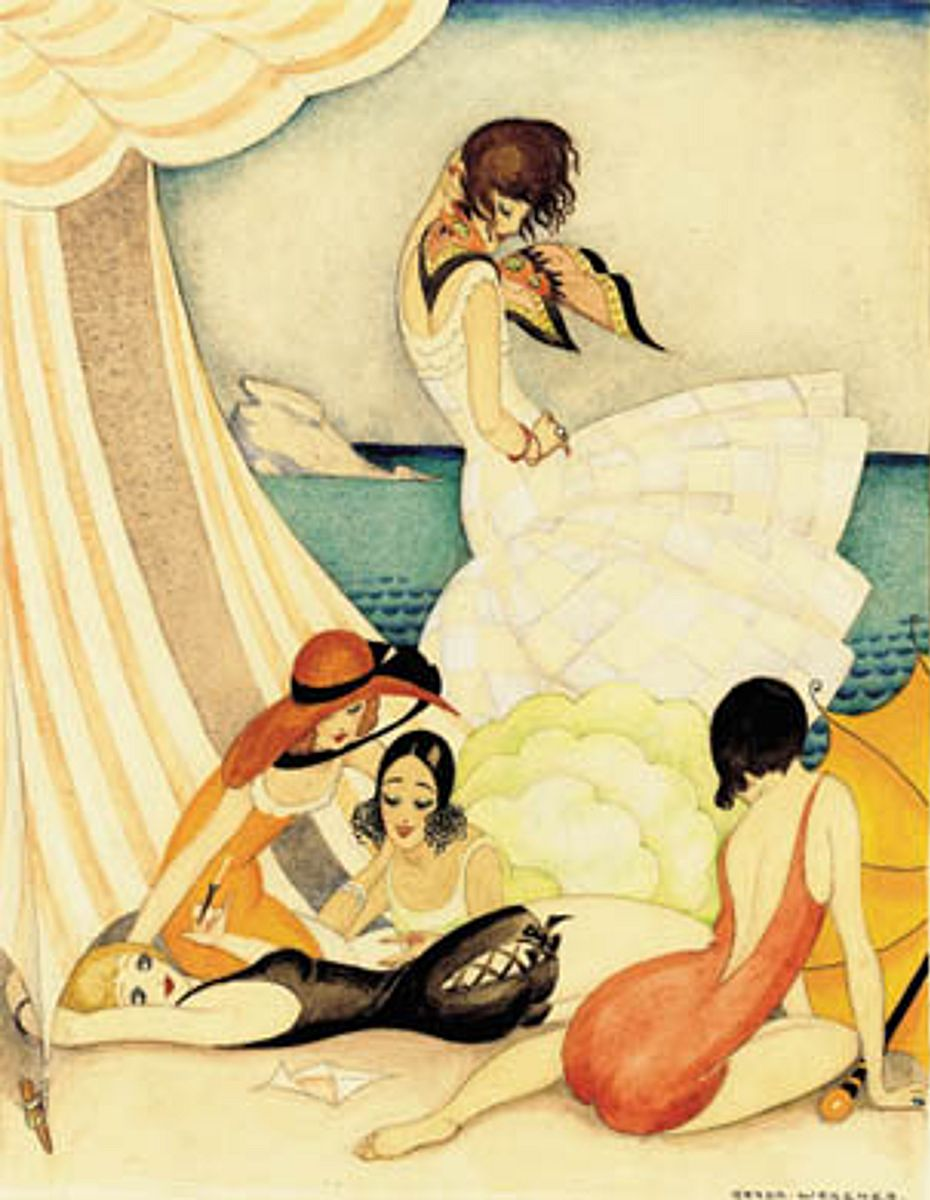
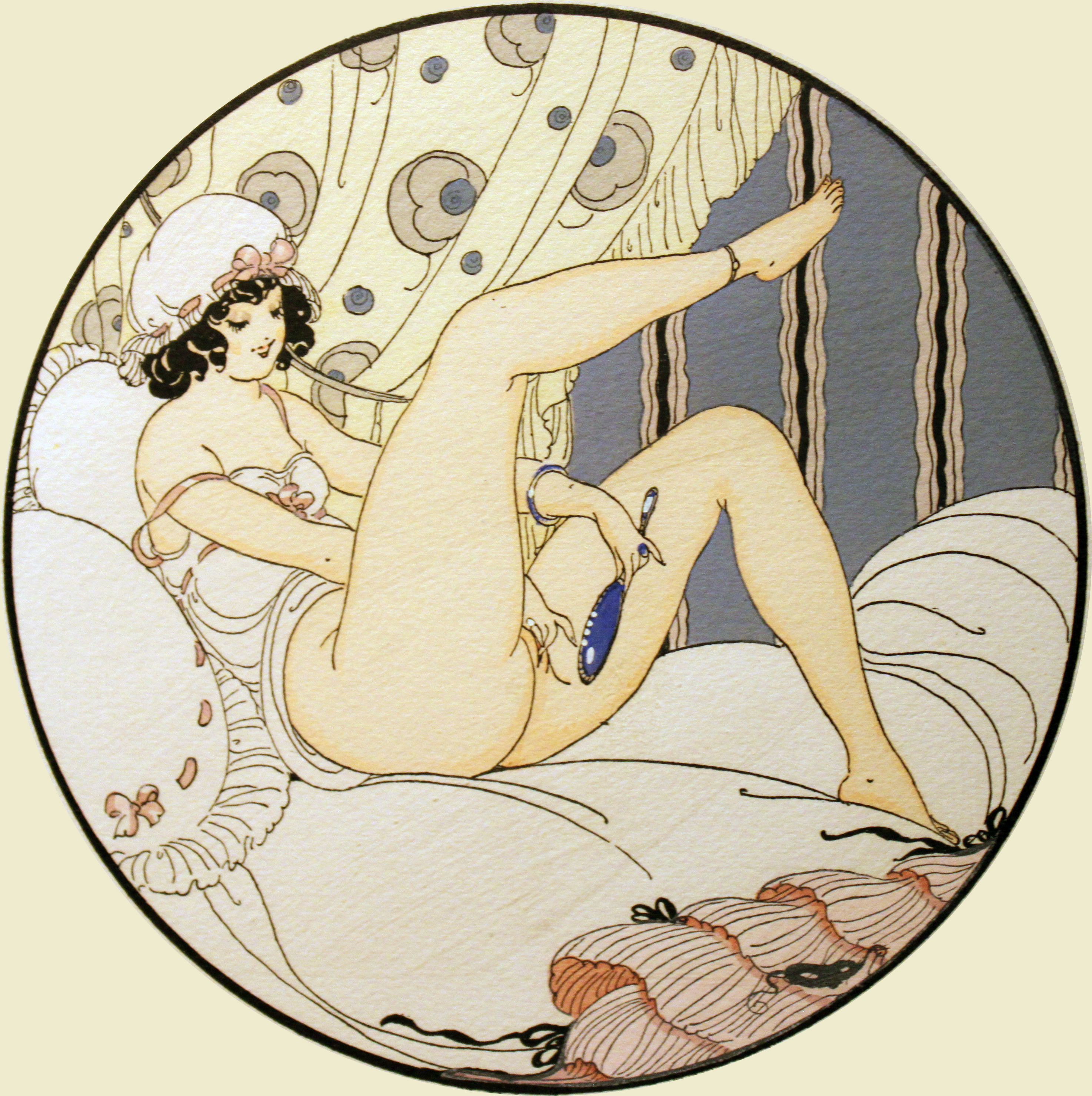